# Typhonium pedatisectum
Typhonium pedatisectum là một loài thực vật có hoa trong họ Ráy (Araceae). Loài này được Gage miêu tả khoa học đầu tiên năm 1903.